# Rod i familien
|  | Denne artikel er oprettet af botten PalnaBot ud fra en ekstern database. Den kan derfor have sproglige fejl eller mangler. Denne skabelon kan fjernes efter kontrol af indholdet. |

Rod i familien er en film instrueret af Anja Dalhoff.

## Handling
»Rod i familien« handler om forældre til børn, der enten er tvangsfjernet - eller frivilligt anbragt uden for hjemmet. I første del følges fire familier, som har deres børn på Skodsborg Observationshjem og derfor jævnligt kommer på besøg og samarbejder med personalet. I filmen er vi også hjemme hos forældrene, tæt på deres liv og deres forventninger til fremtiden. Med stor nænsomhed beskrives de stærke følelser og bånd, der er mellem biologiske forældre og deres børn, og hvor svært det er for både børn og forældre at leve adskilt.